# Cameron Girdlestone
Cameron Girdlestone, né le 29 avril 1988, est un rameur australien.

## Palmarès

### Jeux olympiques
- 2016 à Rio de Janeiro,  Brésil
  -  Médaille d'argent en quatre sans barreur
- 2020 à Tokyo,  Japon
  -  Médaille de bronze en quatre sans barreur

### Championnats du monde
| Discipline       | Chungju 2013 Corée du Sud | Amsterdam 2014 Pays-Bas | Aiguebelette 2015 France |
| ---------------- | ------------------------- | ----------------------- | ------------------------ |
| Quatre de couple |                           |                         | Argent                   |